# Centrale à fusion inertielle
 (février 2019).
Une centrale à fusion inertielle est une centrale électrique destinée à produire industriellement de l'électricité à partir de l'énergie de la fusion nucléaire par des techniques de confinement inertiel. Ce type de centrale est, dans les années 2020, encore au stade de la recherche.
On considère souvent que le seul procédé de fusion qui ait des chances d'aboutir à moyen terme (d'ici quelques décennies) à la production civile d'énergie est la filière tokamak utilisant la technique du confinement magnétique, représentée par le projet ITER. Cependant, des études récentes[Quand ?] permettent d'envisager, parallèlement à la filière tokamak, la mise en place d'une seconde filière de production qui utiliserait de telles centrales à fusion inertielle.

## Fission et fusion

Schéma de fission nucléaire de l'uranium 235.

Schéma de fusion nucléaire du deutérium et du tritium.

Contrairement à la fission, dans laquelle des noyaux d'atomes lourds se scindent de façon à former des noyaux plus légers, la fusion se produit lorsque deux noyaux d'atomes légers se réunissent pour former un noyau plus lourd. Dans les deux cas, la masse totale des noyaux produits étant inférieure à la masse d'origine, la différence, appelée défaut de masse, est transformée en énergie selon la célèbre formule d'Albert Einstein E=mc2 (où E est l'énergie produite, m la masse disparue et c la vitesse de la lumière dans le vide).
La fission utilise comme combustible l'uranium ou le plutonium ; l'uranium est un élément disponible naturellement (bien qu'en quantités limitées) et le plutonium est un élément artificiel produit grâce à des réactions nucléaires.
La fusion civile utilise des isotopes de l'hydrogène : le deutérium (constituant de l'eau lourde), en quantités quasi illimitées dans les océans, et le tritium, existant naturellement en petites quantités dans l'atmosphère, mais surtout produit artificiellement ; d'autres éléments, comme le lithium, sont utilisés dans les bombes H.

## Techniques de production civile d'énergie de fusion

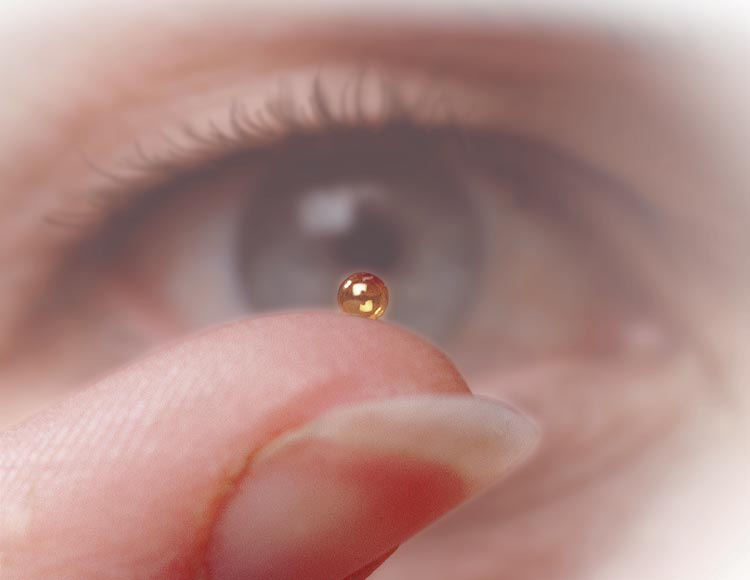
Une microcapsule de combustible pour confinement inertiel par laser.

Deux techniques concurrentes sont candidates à la production civile d'énergie de fusion :
- la fusion par confinement magnétique est notamment mise en œuvre dans le projet ITER ; les réacteurs utilisant cette technique sont constitués d'une vaste enceinte en forme de tore, à l'intérieur de laquelle un plasma constitué d'un combustible de fusion (mélange de deutérium et de tritium dans le projet actuel), confiné par des champs magnétiques intenses, est porté à très haute température (plus de 100 millions de degrés) pour permettre aux réactions de fusion de prendre naissance ; ce type de réacteur est destiné à fonctionner en régime quasi continu ;
- la fusion par confinement inertiel serait mise en œuvre dans les réacteurs à fusion inertielle en projet ; l'énergie proviendrait, non pas d'un plasma fusionnant de façon continue, mais de la fusion de microcapsules de combustible, répétée de façon cyclique, selon un principe analogue à celui du moteur à explosion, la fusion étant obtenue grâce à la densité et à la température atteintes dans la microcapsule lorsqu'elle est soumise à un rayonnement laser (confinement inertiel par laser), à un faisceau de particules (confinement inertiel par faisceau d'ions) ou à un processus de striction magnétique (confinement inertiel par striction magnétique).

## Historique de l'énergie de fusion

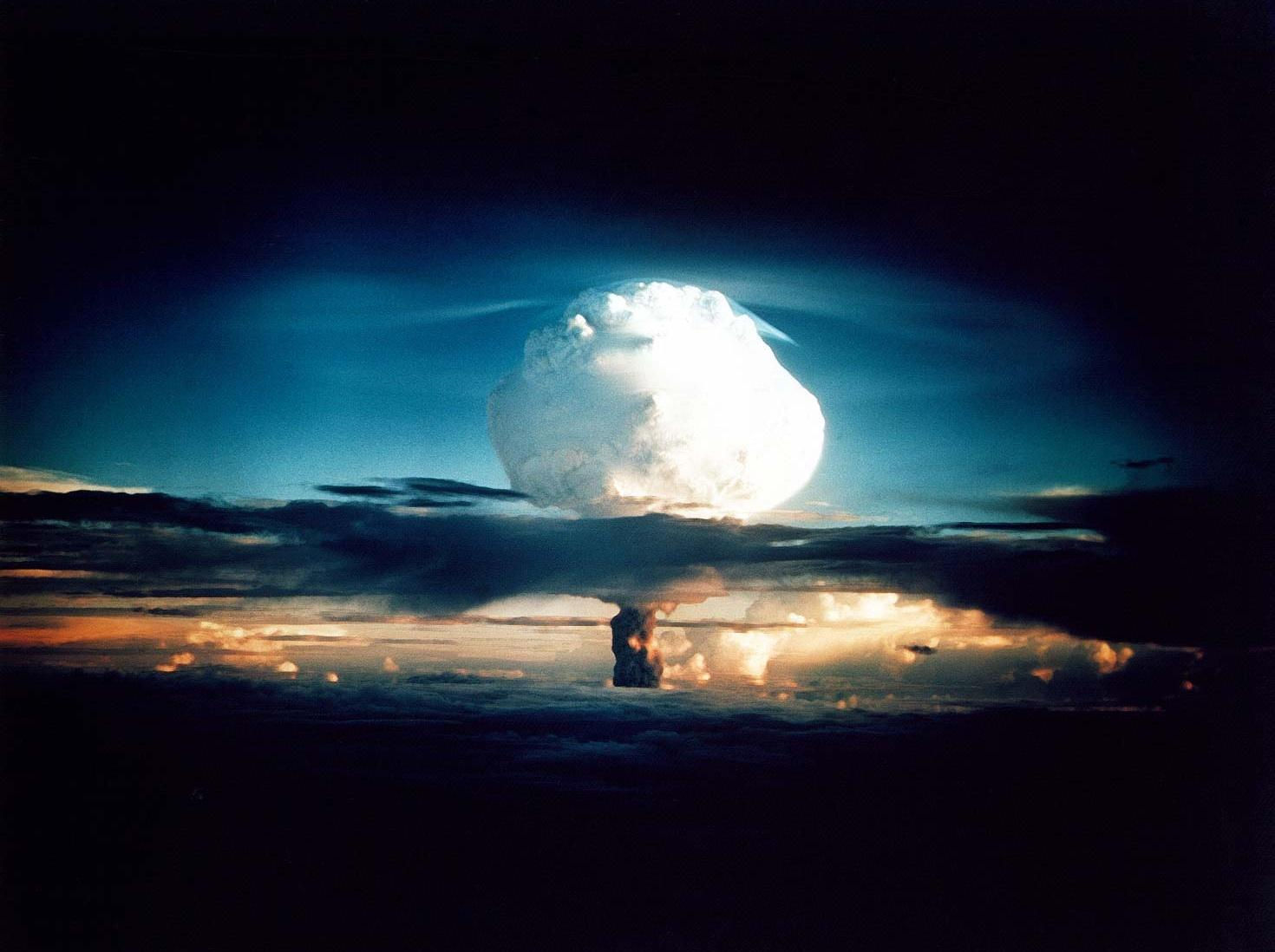
Explosion de Ivy Mike, la première bombe H testée.

La fission comme la fusion ont d'abord été utilisées dans le domaine militaire, pour la réalisation de bombes de très forte puissance : bombes A pour la fission et bombes H pour la fusion. C'est d'ailleurs une petite bombe A qui sert d'« amorce » à la bombe H en produisant l'énergie nécessaire à la détonation de celle-ci.
Les applications civiles, pour lesquelles la production d'énergie ne se fait plus de façon explosive, mais sous une forme contrôlée, ne sont apparues que par la suite. Si, pour la fission, il s'est écoulé moins de 10 ans entre les applications militaires et la production civile d'énergie, il n'en a pas été de même pour la fusion, plus de 50 ans s'étant déjà écoulés sans qu'aucune centrale de production n'ait encore été mise en service.
Le premier brevet de réacteur à fusion a été déposé en 1946 par l'Autorité de l'Énergie Atomique du Royaume-Uni, l'invention étant due à Sir George Paget Thomson et Moses Blackman. On y trouve déjà certains principes de base utilisés dans le projet ITER : la chambre à vide en forme de tore, le confinement magnétique, et le chauffage du plasma par ondes radio-fréquence.
Dans le domaine du confinement magnétique, ce sont les travaux théoriques réalisés en 1950-1951 en Union soviétique par Igor Tamm et Andreï Sakharov qui ont jeté les bases de ce qui deviendra le tokamak, les recherches et développements réalisés ensuite au sein de l'Institut Kurchatov de Moscou ayant conduit à la concrétisation de ces idées. Des équipements de recherche de ce type ont par la suite été développés dans de nombreux pays et, bien que le stellarator l'ait un moment concurrencé, c'est le principe du tokamak qui a été retenu pour le projet international ITER.
Le phénomène de la striction magnétique est lui connu depuis la fin du XVIIIe siècle. Son utilisation dans le domaine de la fusion est issue de recherches effectuées sur des dispositifs toroïdaux, d'abord au Laboratoire de Los Alamos dès 1952, au sein du Perhapsatron, et en Grande-Bretagne à partir de 1954, dans l'expérience ZETA (en), mais les principes physiques restèrent longtemps mal compris et mal maîtrisés. Cette technique ne fut efficacement mise en œuvre qu'avec l'apparition du principe de la « cage à fils » dans les années 1980.
Bien que l'utilisation de lasers pour déclencher des réactions de fusion ait été envisagée auparavant, les premières expériences sérieuses n'eurent lieu qu'après la conception de lasers d'une puissance suffisante, au milieu des années 1970. La technique d'implosion « ablative » d'une microcapsule irradiée par des faisceaux laser, base du confinement inertiel par laser, fut proposée en 1972 par le Lawrence Livermore National Laboratory.

## Avantages de la fusion

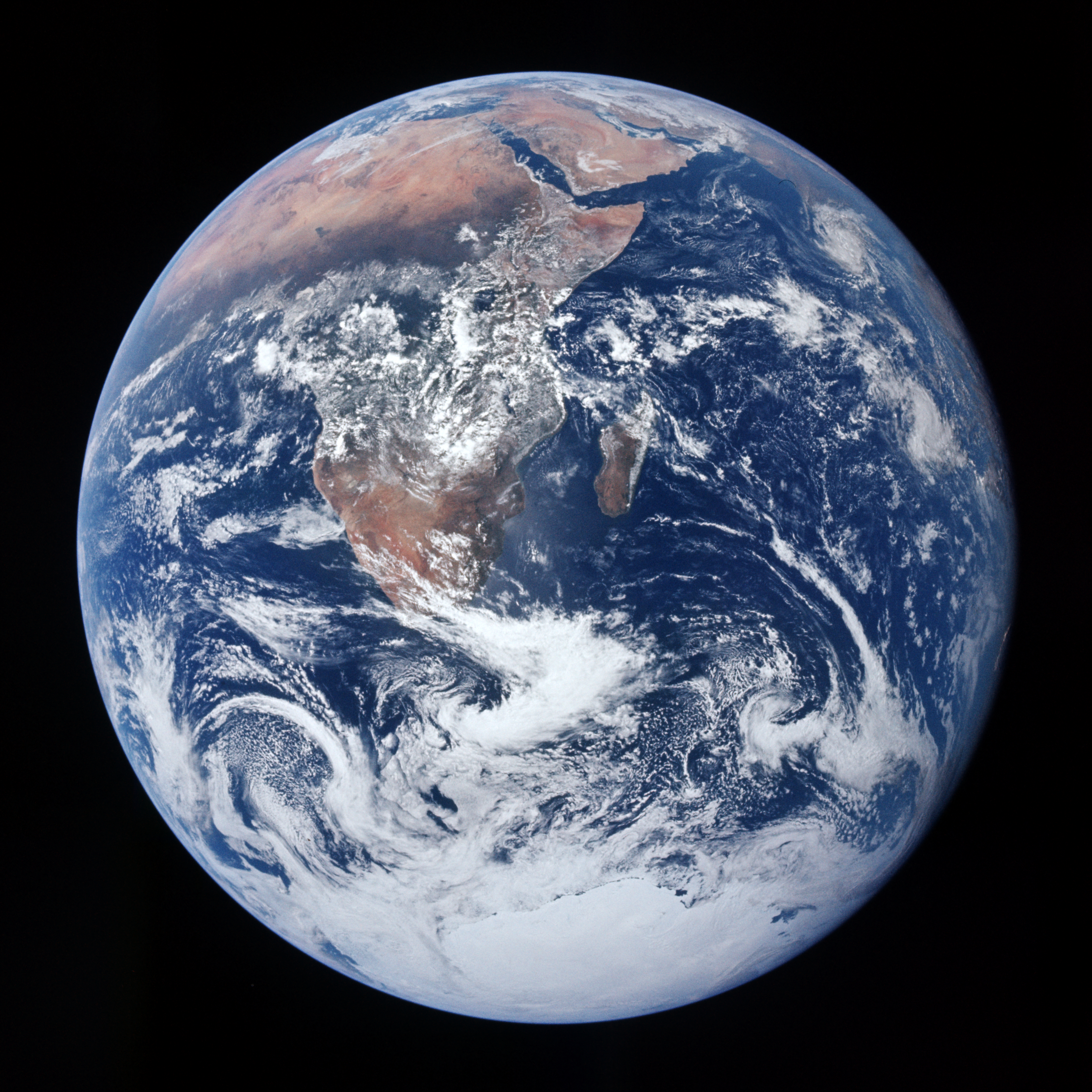
La Terre vue de l'espace (mission Apollo 17).

Les partisans de l'énergie de fusion mettent en avant de nombreux avantages potentiels par rapport aux autres sources d'énergie électrique :
- aucun gaz à effet de serre, comme le gaz carbonique, n'est dégagé ;
- le combustible, constitué de deutérium ou de tritium (isotopes de l'hydrogène) dans la plupart des projets actuels, ne présente aucun risque de pénurie : le deutérium existe en quantité quasi illimitée dans les océans et le tritium est un sous-produit de la production d'énergie nucléaire, aussi bien de fission que de fusion ;
- la quantité de déchets radioactifs est beaucoup plus faible que celle produite par les réacteurs nucléaires à fission actuellement utilisés[7] ; mais surtout, la période radioactive des déchets est beaucoup plus courte, de l'ordre de quelques dizaines d'années, contre des centaines de milliers d'années, voire des millions d'années, pour certains des déchets des réacteurs à fission ;
- la fusion inertielle devrait permettre des installations de taille et de coût réduits par rapport à la filière tokamak-ITER, ce qui autoriserait une production d'énergie plus décentralisée.

## Projets de centrale à fusion inertielle

### Projets concurrents
Plusieurs projets concernent des centrales à fusion inertielle. On trouve notamment :
- aux États-Unis, des projets autour du National Ignition Facility (confinement par laser) et de la Z machine (confinement par striction magnétique) ;
- en France, un projet autour du laser Mégajoule : GenF, filiale créée en février 2025 par Thales, développe son projet Taranis, sélectionné dans le cadre de l'appel à projet « réacteurs nucléaires innovants » par France 2030. Son objectif est de développer d'ici à 2040 un réacteur de 1 000 MW susceptible de fournir une énergie au prix du marché, soit « inférieur à 100 $/MWh »[8] ;
- au Japon (Université d'Osaka), le projet KONGOH (confinement par laser).

Un seul d'entre eux utilise le confinement par striction magnétique, tous les autres ayant retenu le confinement par laser.
Les phases d'un tel type de projet sont les suivantes :
1. Démonstration de l'allumage : obtention reproductible d'un dégagement d'énergie ;
2. Démonstration d'un gain élevé : réalisation d'une installation démontrant la faisabilité d'un réacteur ayant un gain énergétique suffisant ;
3. Démonstration industrielle : validation des différents choix techniques et de l'ensemble des données nécessaires à la définition d’un réacteur de type commercial ;
4. Démonstration commerciale : démonstration de l'aptitude du réacteur à fonctionner sur une longue période en respectant les exigences de sûreté, de fiabilité et de coût.

À l'heure actuelle (2006) et selon les données disponibles (les lasers Mégajoule et National Ignition Facility ne sont pas encore en service complet), aucun des projets exploitant la fusion par confinement inertiel n'a dépassé la première phase, que ce soit par laser (bien que l'espoir soit grand d'y parvenir lors de la mise en service complète du NIF et de Mégajoule, autour de 2010) ou par striction magnétique (Z-machine) ; ces techniques doivent maintenant démontrer leur faculté d'obtenir un gain élevé en énergie de fusion, ainsi que leurs capacités de fonctionnement répétitif.

### Principes généraux d'un réacteur à fusion inertielle
Pour en faciliter la compréhension, on s'appuiera sur l'analogie de son fonctionnement avec celui du moteur à explosion. En utilisant cette analogie, on peut se représenter le processus comme un cycle à quatre temps :
- admission du combustible (la microcapsule) dans la chambre du réacteur ;
- compression de la microcapsule afin de donner naissance aux réactions de fusion ;
- combustion (fusion) au sein du plasma créé lors de la compression, entrainant la libération d'énergie ;
- échappement des résidus de la réaction, qui seront ensuite traités pour en extraire les éléments réutilisables, comme le tritium.

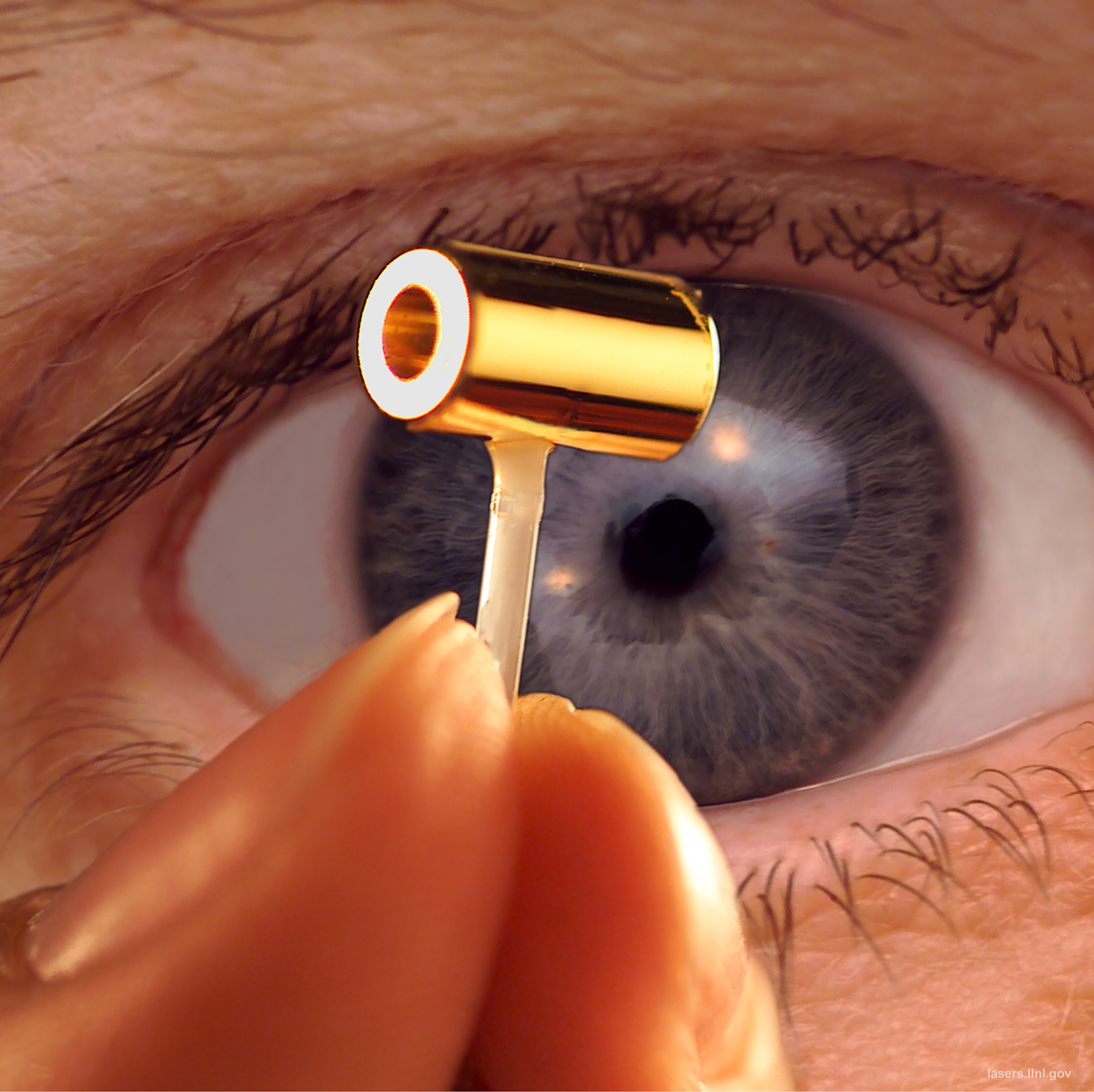
« Hohlraum » en or utilisé dans le confinement par laser.

Pour permettre ce type de fonctionnement, un réacteur à fusion inertielle se compose de plusieurs sous-ensembles :
- le système permettant l'injection, à l'intérieur de la chambre de réaction, des capsules et des dispositifs annexes nécessaires à l'allumage de la fusion :
  - le conteneur, sorte de « four à micro-ondes » (hohlraum) destiné à porter la capsule de combustible à très haute température, dans le cas des lasers et des accélérateurs d'ions,
  - la « cage à fils » et son dispositif de transmission d'énergie dans le cas de la striction magnétique ;
- le dispositif assurant la compression des microcapsules de combustible (souvent appelé driver) ; selon les cas, il peut être constitué :
  - de lasers de puissance,
  - d'un accélérateur d'ions,
  - d'un dispositif à striction magnétique ;
- la chambre de réaction, composée :
  - d'une paroi extérieure métallique,
  - d'une couverture intérieure destinée à protéger la paroi externe de l'onde de choc et des rayonnements créés lors de la fusion, à récupérer l'énergie émise, et à produire du tritium, matière première de la réaction ;
- le système de récupération des déchets et des produits de la réaction.

### Projet Z-IFE des laboratoires Sandia

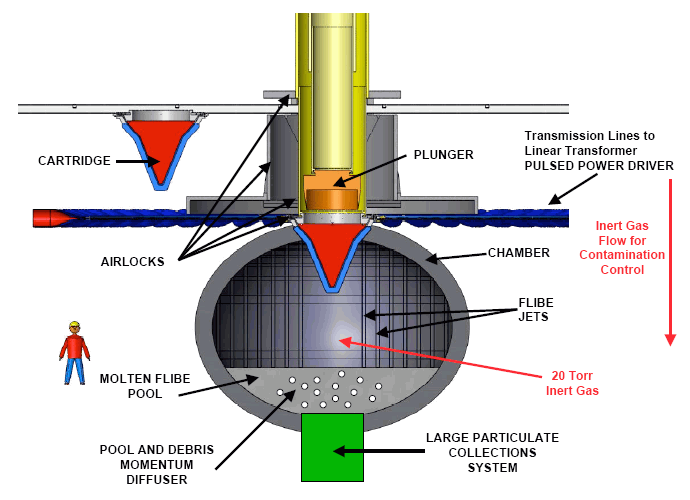
Vue en coupe d'un réacteur du projet Z-IFE.

Le projet Z-IFE des laboratoires Sandia est fondé sur un processus répétitif assurant l'implosion d'une capsule de combustible toutes les dix secondes, chacune devant produire environ 3 GJ (3 × 109 joules) d'énergie de fusion ; la technique retenue est celle du confinement par striction axiale.
La figure ci-contre représente une vue en coupe d'un réacteur tel que Sandia l'imagine, sachant qu'une centrale de production comprendrait plusieurs réacteurs de ce type (12 dans la centrale de démonstration ZP-3, dont dix fonctionnant simultanément). Pour reprendre l'analogie utilisée plus haut, une telle conception correspond aux cylindres multiples d'un moteur à explosion.
On peut distinguer les éléments suivants :
- le dispositif triangulaire rouge dénommé « cartridge » correspond à l'ensemble microcapsule de combustible, « cage à fils » et dispositif d'alimentation en énergie ; les cartouches sont acheminées à l'intérieur du réacteur par un système d'approvisionnement automatique dont fait partie le rail visible dans la partie supérieure de l'image ;
- la ligne horizontale bleue épaisse (transmission lines to pulsed power driver), tangente à la chambre de réaction, est la ligne d'alimentation en énergie, permettant de transmettre les impulsions extrêmement brèves et puissantes, sortes de « décharges de foudre », nécessaires au processus de striction magnétique ;
- la chambre du réacteur est remplie d'un gaz inerte (pour éviter toute réaction chimique indésirable) sous basse pression (20 torr, la pression atmosphérique normale étant de 760 torr) ;
- la paroi interne de la chambre du réacteur est parcourue par un courant de flibe (mélange liquide de fluorure de lithium et de difluorure de béryllium) destiné à la protéger, à récupérer l'énergie de fusion et à produire du tritium[11] ;
- un système de récupération des déchets de la réaction à partir de la « piscine » de flibe permet de recycler les éléments des cartouches, détruites lors de la fusion des microcapsules.

### Sources journalistiques
- (en) Firing new shots, the economist april 19th 2007 Accès en ligne

#### Historique de la fusion
- Une brève histoire de la fusion magnétique (CEA)
- (en) Controlled fusion and plasma physics studies at the Institute of Nuclear Fusion of RRC "Kurchatov Institute"
- (en) Magnetic fusion (Laboratoire de Los Alamos, 1983)

#### Généralités sur la production d'énergie par fusion inertielle
- La fusion thermonucléaire par confinement inertiel : de la recherche fondamentale à la production d'énergie (Université Bordeaux 1, novembre 2005)
- (en) Tutorial on Heavy-Ion Fusion Energy (Virtual National Laboratory for Heavy-Ion Fusion)
- (en) Summary Report of the 2nd Research Coordination Meeting on the Element of Inertial Fusion Energy Power Plants (novembre 2003)
- (en) Review of the Inertial Fusion Energy Program (Fusion Energy Sciences Advisory Committee, mars 2004)
- (en) Overview of fusion nuclear technology in the US (juin 2005)
- (en) Views on neutronics and activation issues facing liquid-protected IFE chambers
- (en) Inertial Fusion Energy: A tutorial on the technology and economics (F. Peterson, Professeur à l'Université de Californie, Berkeley, 1998)
- (en) IEEE-USA Position : Fusion Energy Research & Development (juin 2006)

#### Sites d'expérimentation de la fusion inertielle
- Laser Mégajoule
- (en) National Ignition Facility
- (en) Z-Machine

#### Projets de centrales à fusion inertielle
- (en) Analyses in Support of Z-IFE: LLNL Progress Report for FY-04
- (en) Nineteen Labs, Universities and Industries Collaborating To Produce Energy From ‘Z-Pinch’ Inertial Confinement Fusion
- (en) Z-Pinch Inertial Fusion Energy (présentation du projet Z-IFE des laboratoires Sandia, octobre 2005)
- (en) Progress on Z-Pinch Inertial Fusion Energy
- (en) Development path for Z-pinch IFE (travail collectif sous la direction des laboratoires Sandia, avril 2005)
- (en) Design Study and Technology Assessment on Inertial Fusion Energy Power Plant (Institute of Laser Engineering, Université d'Osaka)
- (en) The High Average Power Laser Program (projet basé sur un confinement par lasers)
- (en) Developing the basis for target injection and tracking in Inertial Fusion Energy power plants (juillet 2000)